# Кардаш Василь Ярославович
Васи́ль Яросла́вович Ка́рдаш (* 14 січня 1973, Львів, Українська РСР, СРСР) — український футболіст. Діяв на позиції півзахисника або нападника, грав, зокрема, за «Карпати» (Львів), «Маккабі» (Хайфа), «Чорноморець» (Одеса), «Динамо» та «Арсенал» (обидва — Київ) і «Львів». 5-разовий чемпіон, 3-разовий володар Кубка України. Провів 14 ігор за збірну України. По завершенні ігрової кар'єри — український футбольний тренер. Наразі входить до тренерського штабу молодіжної збірної України.

## Життєпис
Вихованець Стрийської ДЮСШ і СДЮШОР «Карпати» Львів (тренер — Андрій Усманович Карімов).
Закінчив Львівський інститут фізичної культури.
Дебютував у львівських «Карпатах» ще в 17-річному віці, в сезоні 1990 року. Наступний сезон провів у «Карпатах» (Кам'янка-Бузька), а чемпіонат 1992 року і першу частину чемпіонату 1992/93 — у складі «Скали» (Стрий).
Під час чемпіонату 1992/93 повернуся до «Карпат» (Львів) і навесні допоміг львів'янам дістатися до фіналу Кубка України, де команда хоча й поступилася київському «Динамо» з рахунком 1:2, але здобула перепустку до єврокубків на наступний сезон.
Наприкінці чемпіонату 1993/1994 «Карпатам» через фінансові негаразди довелося продати Василя Кардаша в ізраїльський «Маккабі» (Хайфа).
Кінець сезону 1994/95 і весь наступний чемпіонат провів у барвах одеського «Чорноморця», а влітку 1996 року перейшов до «Динамо» (Київ).
Разом з киянами 5 разів ставав чемпіоном України, тричі вигравав Кубок, а також вийшов до півфіналу Ліги чемпіонів сезону 1998/99. Увійшов до неофіційного списку «33 найкращих» за версією газети «Команда» у 1999 році під № 2.
За національну збірну України дебютував 9 квітня 1996 року в матчі з Молдовою в Кишиневі (2:2). Загалом протягом 1996—2001 років провів 14 поєдинків за збірну.
На початку сезону 2000/01 одержав важку травму ключиці. У 2003—2006 роках грав за київський «Арсенал».
Тренував футбольну команду «Маестро», яка складається із представників шоу-бізнесу.
У 2013 році разом з командою «Дружба» (с. Ксаверівка) став чемпіоном Васильківського району з футболу серед команд вищої ліги.
У грудні 2015 року увійшов до тренерського штабу Олександра Головка в молодіжній збірній України.
Дружина — Кардаш Марина Анатоліївна.